# Fletcher Island (Nunavut)
Fletcher Island – niezamieszkana wyspa w Zatoce Frobishera, w Archipelagu Arktycznym, w regionie Qikiqtaaluk, na terytorium Nunavut, w Kanadzie. W pobliżu Fletcher Island położone są wyspy: Redan Island, Scalene Island, Eden Island i Falk Island.